# Bradley Chalupski
Bradley Chalupski (* 13. April 1984) ist ein israelischer Skeletonsportler.
Bradley Chalupski begann 2006 mit dem Skeletonsport. Seit 2010 gehört er dem Nationalkader seines Landes an und nimmt an internationalen Wettbewerben teil. Seine ersten Rennen im Rahmen des America’s-Cups bestritt er zum Auftakt der Saison 2010/11 in Park City und wurde dort 18. Schon im vierten Rennen kam er als Neunter in Lake Placid unter die besten Zehn. Im folgenden Rennen schaffte er an selber Stelle mit Platz sieben sein bestes Resultat in der Rennserie. Kurz darauf startete er weiterhin in Lake Placid, nun im Intercontinentalcup, wo er 18. und 16. wurde. Höhepunkt der Saison wurde die Skeleton-Weltmeisterschaft 2011 in Königssee, bei der Chalupski 33. wurde.